# Cicha Wólka
Cicha Wólka (niem. Kleinbolken, do 1938 Grappendorf) – wieś w Polsce położona w województwie warmińsko-mazurskim, w powiecie oleckim, w gminie Kowale Oleckie.
W latach 1975–1998 miejscowość administracyjnie należała do województwa suwalskiego.